# أول يورغن هالفورسن
أول يورغن هالفورسن (بالنرويجية البوكمول: Ole Jørgen Halvorsen)‏ (2 أكتوبر 1987 بساربسبورغ في النرويج - ) هو لاعب كرة قدم نرويجي في مركز الوسط. شارك مع منتخب النرويج تحت 16 سنة لكرة القدم ومنتخب النرويج تحت 17 سنة لكرة القدم ومنتخب النرويج تحت 18 سنة لكرة القدم ومنتخب النرويج تحت 19 سنة لكرة القدم. أما مع النوادي، فقد لعب مع نادي أود ونادي ساربسبورغ 08 ونادي سوغندال لكرة القدم ونادي فريدريكستاد.

## وصلات خارجية
- أول يورغن هالفورسن على موقع اتحاد النرويج (النرويجية)
- أول يورغن هالفورسن على موقع قاعدة بيانات كرة القدم.إي يو (الإنجليزية)
- أول يورغن هالفورسن على موقع Soccerway.com (الإنجليزية)